# Leiðólfur kappi
Leiðólfur kappi (apodado el guerrero) fue un caudillo vikingo de Skógahverfi, Vestur-Skaftafellssýsla, durante la colonización de la isla en el siglo X. Procedente de Noruega, fundó un asentamiento en Skaftá de Drífandi, tuvo su hacienda en una tierra fértil que llamó Leiðólfsfell y fue el primer goði del clan familiar de los Leiðylfingar que lleva su nombre. Leiðólfur kappi acogió a Uni el Danés de Unaos cuando fue expulsado del territorio por conspiración y durante el tiempo que estuvo en su hacienda tuvo relaciones con Þórunn la hija del goði, pero se negó a casarse y Uni escapó hacia Suðurnes con sus hombres, Leiðólfur kappi lo persiguió y obligó a regresar a la hacienda, pero Uni escapó por segunda vez y Leiðólfur, enojado, los volvió a perseguir y acabó con él y su séquito. El hijo de Uni y Þórunn fue Hróar Tungugoði.